# اچ‌ام‌اس دوونشایر (۱۷۴۵)
اچ‌ام‌اس دوونشایر (۱۷۴۵) (به انگلیسی: HMS Devonshire (1745)) یک کشتی بود که طول آن ۱۶۱ فوت (۴۹٫۱ متر) بود. این کشتی در سال ۱۷۴۵ ساخته شد.